# 1575 Winifred
1575 Winifred eller 1950 HH är en asteroid i huvudbältet, som upptäcktes 20 april 1950 av Indiana Asteroid Program vid Indiana University Bloomington med Goethe Link Observatory. Asteroiden har fått sitt namn efter Winifred Cameron.
Asteroiden har en diameter på ungefär 9 kilometer och den tillhör asteroidgruppen Phocaea.